# Виринта
Виринта — река в восточной Литве, левый приток Швянтойи. Протекает по территории Молетского и Аникщяйского районов.
Длина Виринты составляет 59 километров, площадь бассейна — 566 км², глубина от 0,4 до 2 метров. Уклон реки — 1,23 м/км. Русло извилистое. Скорость течения 0,2 — 0,8 м/с. Средний расход воды в устье — 4,8 м³/с, максимальный — 94,4 м³/с, минимальный — 0,46 м³/с.

## Течение
Виринта вытекает из северо-западной оконечности озера Виринтай, расположенного в 8 км от города Молетай. Высота истока — 133,6 метра над уровнем моря. Течет в северо-западном направлении, ширина реки в среднем течении достигает 12 метров, в нижнем — доходит до 20. В нижнем течении протекает по территории Аникщяйского регионального парка. Устье реки находится в 75 км по левому берегу реки Швянтойи. Высота устья — 61,7 метра.

## Населённые пункты
На берегу Виринты расположены следующе населённые пункты: местечки Аланта и Куркляй, сёла Мяндучяй, Клабиняй, Лайчяй, Свобишкис и Павиринчяй.

## Мосты
Через реку построено: автомобильные мосты: на дороге 1201 Куркляй — Аникщяй, на дороге А-226, в селе Клабиняй, у села Лайчяй, два моста в Аланте, один в Падваряе; пешеходный мост у местечка Куркляй.